# FC Barcelona în sezonul 2007-08
Deși nu produce trofee,sezonul 2007-08 va marca o perioadă de schimbări în cadrul clubului,având multe premiere și durate.Acesta va fi ultimul sezon pentru Ronaldinho la clubul care l-a făcut celebru,fiind înlocuit cu legenda lui Arsenal, Thierry Henry.Acest sezon a marcat, de asemenea, descoperirea unui nou talent în prima echipă și anume Bojan Krkić,precum și apariția unor jucători cheie ca Lionel Messi.

## Evenimente
• 25 Iunie: Thierry Henry vine de la Arsenal la Barcelona.
• 29 August: Nike va fi sponsorul Barcelonei până în sezonul 2017-18
• 22 Septembrie: Camp Nou se transformă după 50 de ani,cu o ceremonie plină de muzică,lumină și culoare
• 22 Septembrie: Reformarea stadionului Camp Nou este dezvăluită. Această reformare va face stadionul mai mare,cu acoperiș mobil și facilități mai bune.
• 20 Octombrie: Bojan devine cel mai tânăr jucător care înscrie pentru club din La Liga.
• 20 Martie: Copa del Rey se încheie pentru Barcelona.
• 8 Mai: Frank Rijkaard până pe 30 Iunie; Josep Guardiola preia clubul.